# Berberis paniculata
Berberis paniculata är en berberisväxtart som beskrevs av Antoine Laurent de Jussieu och Dc.. Berberis paniculata ingår i släktet berberisar, och familjen berberisväxter. Inga underarter finns listade i Catalogue of Life.